# Am Oved

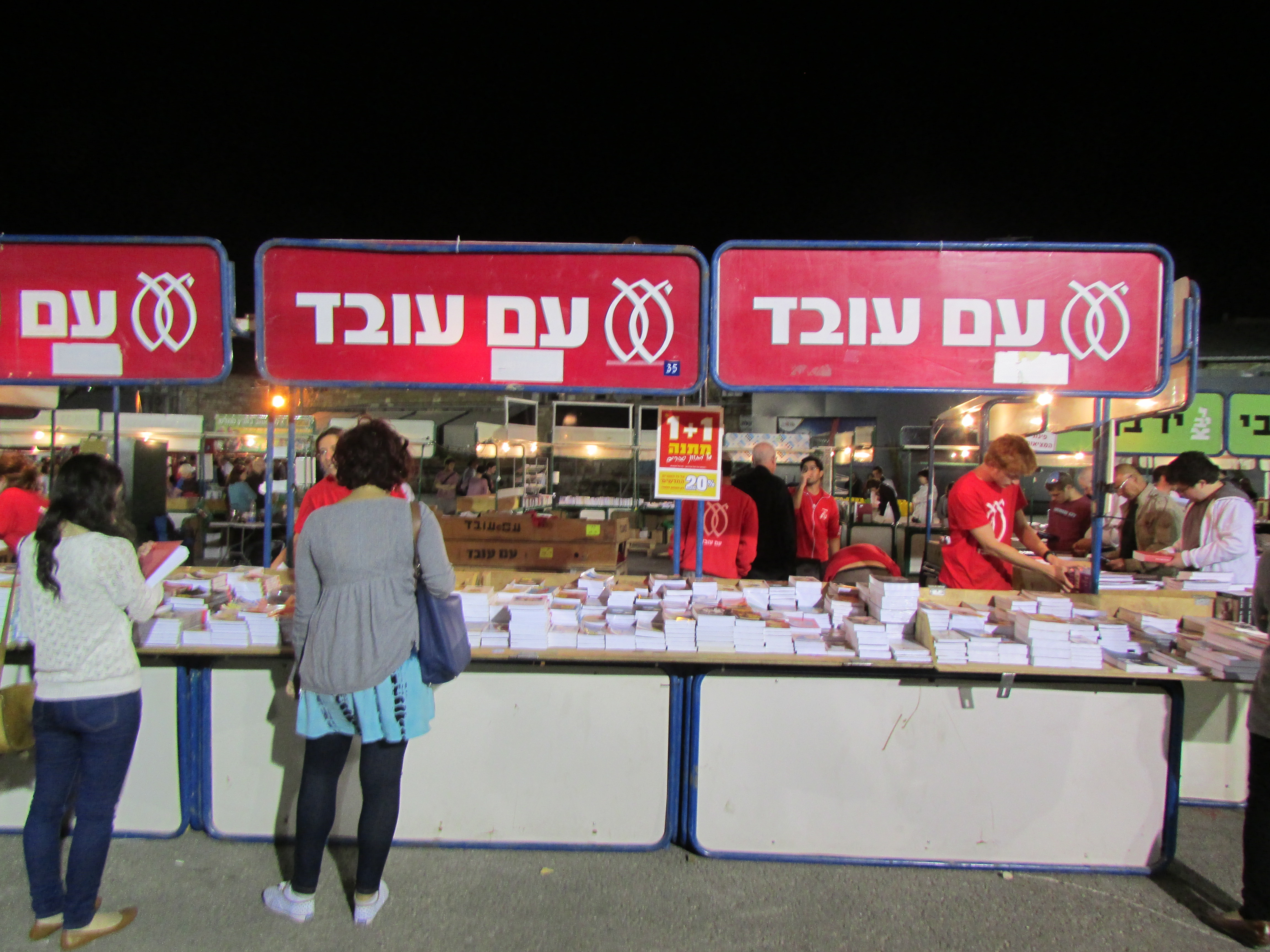
Stand de la editorial "Am Oved" en la semana del libro hebreo.

Am Oved (en hebreo: עם עובד) ("El pueblo trabajador") es una casa editorial israelí.

## Historia
Am Oved fue fundada en 1949 por Berl Katznelson, que fue su primer editor jefe. Fue creada como órgano de la organización sindical Histadrut, con el objetivo de publicar libros que "reunieran las necesidades espirituales del público trabajador". Hoy día, Am Oved pretende "enriquecer la experiencia cultural de los lectores en hebreo de toda clase social con libros de gran calidad y amplio atractivo en una gran variedad de géneros".
Am Oved es una de las principales editoriales de Israel, con cerca de 100 nuevos títulos anuales, además de 250 reimpresiones de clásicos de la Literatura hebrea y literatura mundial traducida. Su serie mejor conocida es "Sifriyah La'am" (Librería popular), una serie de ficción de tapa blanda, similar en muchos aspectos a Penguin.